# Macrostylis capito
Macrostylis capito là một loài chân đều trong họ Macrostylidae. Loài này được Mezhov miêu tả khoa học năm 1989.